# 武士讓
武士讓（?—?），名冲，字士讓，唐朝并州文水县（今山西省文水县）人，武华的儿子，武则天的伯父。

## 生平
武士讓在唐朝担任太庙令，兄长武士稜、弟弟武士逸、武士彠都是唐朝开国功臣。武则天即位后，追封武士讓为楚王，谥号僖。武士讓有四子：武懷亮、武守官（武惟良）、武懷道、武弘度（武懷運），他的孙子都是攸字辈。

## 子孙
- 武懷亮
- 武守官，字惟良，始州刺史、建安郡王。
  - 武攸宜，冬官尚書。
  - 武攸緒，揚州長史。
    - 武若訥
- 武懷道，右監門長史。
  - 武攸暨，相中宗。
    - 武崇敏，字正卿。
    - 武崇行
    - 武勝
      - 武充，字虛受。
        - 武典
        - 武異
        - 武願

  - 武攸寧，相武后。
    - 武文瑛
    - 武荀瑛
- 武弘度，字懷運，魏州刺史、九江郡王。
  - 武攸歸，九江王。
    -       - 武良臣，商州刺史。

  - 武攸止，恆安王、司賓卿。
    - 武昕忠，鴻臚卿。
    - 武信忠，祕書監同正。

  - 武攸望，少府監、蔡公。
    -       - 武徹，洋州刺史。

    - 武溫慎